# Stenochironomus cinctus
Stenochironomus cinctus är en tvåvingeart som beskrevs av Henry Keith Townes, Jr. 1945. Stenochironomus cinctus ingår i släktet Stenochironomus och familjen fjädermyggor. Inga underarter finns listade i Catalogue of Life.